# Leo Esaki
Leo Esaki (江崎 玲於奈?   transcripción correcta Esaki Reona; también conocido como Esaki Leona) (Osaka, Japón, 12 de marzo de 1925) es un físico japonés que recibió, junto con Ivar Giaever y Brian David Josephson, el Premio Nobel de Física de 1973 por el descubrimiento del efecto túnel del electrón. Es también conocido por la invención del diodo de Esaki, que aprovechaba tal fenómeno.
Nació en Osaka, estudiando física en la Universidad de Tokio. Tras obtener la licenciatura en 1947, dirigió la investigación acerca del tunelamiento del electrón en sólidos sobre el año 1958. En 1959 obtendría el doctorado en física. Los hallazgos que realizó le supondrían más tarde la concesión del Premio Nobel y del Premio Japón.
Más tarde, en 1960, se trasladaría a Estados Unidos para incorporarse al Thomas J. Watson Research Center de IBM, donde adquiriría la categoría de IBM Fellow (honor con el que la compañía recompensa a sus científicos más creativos) en 1967.

## Biografía
Esaki nació en Takaida-mura, Nakakawachi-gun, prefectura de Osaka (ahora parte de la ciudad de Higashiōsaka) y creció en Kioto, cerca de la Universidad Imperial de Kioto y la Universidad Doshisha. Tuvo su primer contacto con la cultura estadounidense en la Escuela Secundaria de Doshisha. Tras graduarse en la Tercera Escuela Superior, estudió física en la Universidad Imperial de Tokio, donde había asistido al curso de física nuclear de Hideki Yukawa en octubre de 1944. Además, vivió el bombardeo de Tokio mientras estaba en la universidad.
Se licenció y doctoró en la Universidad Imperial de Tokio en 1947 y 1959, respectivamente y se incorporó a Kawanishi Machinery Works (posteriormente Kobe Industries Corporation, ahora Densoten), donde realizó investigaciones sobre la emisión térmica de electrones desde el cátodo de los tubos de vacío. 

## Trayectoria

### Diodo Esaki
De 1947 a 1960, Esaki trabajó en Kawanishi Corporation (ahora Denso Ten) y en Tokyo Tsushin Kogyo Corporation (ahora Sony). Mientras tanto, los físicos estadounidenses John Bardeen, Walter Brattain y William Shockley inventaron el transistor, lo que animó a Esaki a cambiar de campo y pasar de los tubos de vacío a la investigación del germanio y el silicio fuertemente dopados en Sony. 
Un año más tarde, reconoció que cuando la anchura de la unión PN de germanio se adelgaza, la característica corriente-tensión está dominada por la influencia del efecto túnel y, como resultado, descubrió que al aumentar la tensión, la corriente disminuye inversamente, lo que indica una resistencia negativa. Este descubrimiento fue la primera demostración de los efectos túnel sólidos en la física, y supuso el nacimiento de nuevos dispositivos electrónicos en la electrónica llamados diodo Esaki (o diodo túnel). Recibió el título de doctor por la UTokyo gracias a este gran invento en 1959.
El descubrimiento también lo hizo un funcionario de la época en el especial de la NHK "Autobiografía de Japón como nación electrónica".
En 1973, Esaki fue galardonado con el Premio Nobel por las investigaciones realizadas en torno a 1958 sobre el efecto túnel de los electrones en los sólidos. Se convirtió en el primer premio Nobel en recibirlo de manos del rey Carlos XVI Gustavo.

### Superredes de semiconductores
Esaki se trasladó a Estados Unidos en 1960 y se incorporó al Centro de Investigación Thomas J. Watson de IBM, donde se convirtió en miembro de IBM en 1967. Predijo que se formarían superredes de semiconductores para inducir un efecto de resistencia negativa diferencial mediante cambios estructurales periódicos unidimensionales artificiales en los cristales semiconductores. Su exclusivo método de crecimiento de cristales de capa fina por "epitaxia de haces moleculares" puede regularse con bastante precisión en ultravacío. Su primer artículo sobre la superred de semiconductores se publicó en 1970. Un comentario de Esaki de 1987 sobre el artículo original señala:
"La versión original del artículo fue rechazada para su publicación por la revista Physical Review con la poco imaginativa afirmación del árbitro de que era 'demasiado especulativo' y no implicaba 'ninguna física nueva'. Sin embargo, esta propuesta fue rápidamente aceptada por la Oficina de Investigación del Ejército..."
En 1972, Esaki hizo realidad su concepto de superredes en semiconductores del grupo III-V, que posteriormente influyó en muchos campos como los metales y los materiales magnéticos. Fue galardonado con la Medalla de honor IEEE "por su contribución y liderazgo en el campo de la tunelización, las superredes de semiconductores y los pozos cuánticos" en 1991 y con el Premio de Japón "por la creación y realización del concepto de cristales de superredes artificiales que han permitido generar nuevos materiales con aplicaciones útiles" en 1998.

### Las reglas de "no hacer cinco" de Esaki
En 1994 Lindau Nobel Laureate Meetings, Esaki sugiere una lista de "cinco cosas prohibidas" que cualquier persona en la realización de su potencial creativo debe seguir, mientras tanto, Carl Nordling acaba de escuchar las reglas y presentarlas en Physica Scripta en un año más tarde.
1. No te dejes atrapar por tus experiencias pasadas.
2. No te permitas apegarte demasiado a ninguna autoridad en tu campo, el gran profesor, tal vez.
3. No te aferres a lo que no necesitas.
4. No evites la confrontación.
5. No olvides tu espíritu de curiosidad infantil.

## Años posteriores
En 1977, Esaki fue elegido miembro de la Academia Nacional de Ingeniería por sus contribuciones a la ingeniería de dispositivos semiconductores.
Esaki regresó a Japón en 1992. Posteriormente, fue presidente de la Universidad de Tsukuba y del Instituto Tecnológico de Shibaura. Desde 2006 es el presidente de la Facultad de Farmacia de Yokohama. Esaki también ha recibido el Premio a la Excelencia del Centro Internacional de Nueva York, la Orden de la Cultura (1974) y el Gran Cordón de la Orden del Sol Naciente (1998).
En 2000, a petición del primer ministro Keizo Obuchi, fue nombrado presidente del Consejo Nacional para la Reforma Educativa. A través de un total de 13 reuniones plenarias y otras actividades, elaboró un informe final con un marco de "17 propuestas para cambiar la educación".
En 2003 se creó el Premio Leona Esaki, un galardón científico para honrar los logros en el campo de la nanociencia, y él fue nombrado presidente del comité de selección. También es miembro del comité de selección del Premio JSPS y del Premio de la Paz de Okinawa.
En reconocimiento a las contribuciones de los tres premios Nobel, las estatuas de bronce de Shin'ichirō Tomonaga, Leo Esaki y Makoto Kobayashi se instalaron en el Parque Central de Azuma 2 en la ciudad de Tsukuba en 2015.

## Vida personal
A partir de abril de 2021, es el único premio Nobel japonés vivo de los años 70 o anteriores. Además, es el mayor premio Nobel japonés vivo desde la muerte de Yoichiro Nambu en 2015.
Su hija, Ana Esaki, está casada con Craig S. Smith, antiguo jefe de la oficina de Shanghái de The New York Times y jefe de la oficina de China de The Wall Street Journal.

## Obras (selección)
- Esaki, L. (1958). "New Phenomenon in Narrow Germanium p-n Junctions". Physical Review. 109 (2): 603. Bibcode:1958 PhRv..109..603E. doi:10.1103/PhysRev.109.603.
- Esaki, L.; Tsu, R. (1970). "Superlattice and Negative Differential Conductivity in Semiconductors". IBM Journal of Research and Development. 14: 61. doi:10.1147/rd.141.0061.
- Leo Esaki y Giovanni Soncini (1981). Proceedings of the NATO Advanced Study Institute on "Large Scale Integrated Circuits Technology: State of the Art and Prospects", Erice, Italia.
- Leo Esaki (1991). Highlights in condensed matter physics and future prospects.